# Vagal
Vagal (łac. Diocesis Vagalitanus) – stolica historycznej diecezji we Cesarstwie rzymskim w prowincji Mauretania Cezarensis, zlikwidowana w VII w. podczas ekspansji islamskiej, współcześnie w północnej Algierii. Obecnie katolickie biskupstwo tytularne. 

## Biskupi tytularni
| Lp. | Biskup                   | Funkcja                                | Od               | Do               |
| --- | ------------------------ | -------------------------------------- | ---------------- | ---------------- |
| 1   | Jean-Baptiste Brunon PSS | biskup pomocniczy Tuluzy (Francja)     | 12 marca 1965    | 4 kwietnia 1970  |
| 2   | René-Alexandre Dupanloup | biskup pomocniczy Nicei (Francja)      | 29 kwietnia 1970 | 17 maja 1975     |
| 3   | Jan Michalski            | biskup pomocniczy gnieźnieński         | 6 grudnia 1975   | 23 sierpnia 1989 |
| 4   | Miguel Romano Gómez      | biskup pomocniczy Guadalajary (Meksyk) | 18 marca 2000    |                  |